# ماريوس كابيرونيس
ماريوس كابيرونيس (باليونانية: Μάριος Καπερώνης)‏ (مواليد 17 فبراير 1983) هو ملاكم يوناني، مثّل بلاده في الألعاب الأولمبية الصيفية 2004.

## روابط خارجية
ماريوس كابيرونيس على موقع أوليمبيديا (الإنجليزية)